# 411vm 20
411vm 20 je dvajseta številka 411 video revije in je izšla septembra 1996. Namesto Lance Mountaina vsebino številko predstavi mlajši deček, članek profiles Tim Braucha pa je posnet v slogu filma Forrest Gump.

## Vsebina številke in glasbena podlaga
Glasbena podlaga je navedena v oklepajih.
- Openers Marc Johnson, Chris Senn, Jason Dill, Dan Drehobl, Danny Montoya,
- Chaos (Replicants - Just what I needed)
- Profiles Marc Johnson, Tim Brauch (Stereolab - Ping pong)
- Wheels of fortune Erik Ellington, Cairo Foster, Jerry Hsu, Stephan Larance (The faction - Being watched, Treble charger - Even grable, Bracket - 2 rak 005, Big drill car - Nothing at all)
- Transitions (Supernova - Calling Hong Kong)
- Rookies Sad (House of pain - Fed up)
- Contests Jim's ramp jam (Xzibit - Enemies and friends)
- In depth Steve Caballero
- Fine tuning Chet Thomas, Gershon Mosley
- Road trip Think / Adrenalin / NHS, World industries / Plan B (Al Tariq - Peace akki, Replicants - Cinnamon girl)